# Coracora
Coracora (quechua: Quraqura, 'lleno de maleza') es una ciudad peruana, capital del distrito homónimo, ubicado en la provincia de Parinacochas en el departamento de Ayacucho. Según el censo del 2017 tiene una población de 10,851 habitantes en su zona urbana.
Como capital provincial concentra gran cantindad de servicios y facilidades como centros comerciales, bancos, restaurantes, hoteles, telecomunicaciones, etc. La actividad económica principal es el comercio, además de la ganadería de vacunos y ovinos e industrias derivadas, así como el turismo.
La principal celebración del año es la Fiesta de la Virgen de las Nieves que se celebra entre el 25 de julio hasta el 25 de agosto, con el 5 de agosto como fecha central.
Gentilicio: coracoreño/a

## Toponimia
Coracora es un vocablo quechua Qora-qora que significa abundante broza o lugar con mucha hierba, refiriéndose a un lugar húmedo o pantano antiguo.
La entrada de la ciudad, en contraste, está llena de pedregales entre Chaviña y Coracora, y el camino o vía carretera es atravesada por crecientes de ríos o riachuelos.
La ciudad de Coracora es la capital de la provincia de Parinacochas, pertenece al departamento de Ayacucho y se encuentra ubicada al sur oeste del Perú. Los distritos que pertenecen a la provincia de Parinacochas son: Coracora, Upahuacho, Pacapauza, Rivacayco, Chumpi, Incuyo, Pullo y Anizo

## Ubicación
Se ubica a 650 kilómetros de la ciudad de Lima, se encuentra a una altitud de 3150 m s. n. m., en lo que se conoce como la región ecológica Quechua. Las vías de acceso recientemente mejoradas, son bastante transitables y comunican a toda la provincia de Parinacochas; son tres las carreteras que conducen a la costa y el viaje en promedio hasta la ciudad de Lima se realiza en 14 horas aproximadamente. Por ellas transcurren diariamente varias empresas de transporte de pasajeros y de carga y el flujo comercial se ha incrementado notablemente luego del proceso de pacificación que se ha ido fortaleciendo a partir de 1990.

## Clima
Puede definirse como templado-frío y las estaciones climatológicas se enmarcan dentro de la zona ecológica quechua bajo parámetros típicos de la sierra sur del territorio peruano. Los días suelen ser templados +12 y +18 °C y las noches frías entre -5 y 5 °C. La temporada de invierno se manifiesta entre junio y septiembre con heladas frecuentes y el verano templado y muy lluvioso con tormentas, entre diciembre y marzo.
| Parámetros climáticos promedio de Coracora | Parámetros climáticos promedio de Coracora | Parámetros climáticos promedio de Coracora | Parámetros climáticos promedio de Coracora | Parámetros climáticos promedio de Coracora | Parámetros climáticos promedio de Coracora | Parámetros climáticos promedio de Coracora | Parámetros climáticos promedio de Coracora | Parámetros climáticos promedio de Coracora | Parámetros climáticos promedio de Coracora | Parámetros climáticos promedio de Coracora | Parámetros climáticos promedio de Coracora | Parámetros climáticos promedio de Coracora | Parámetros climáticos promedio de Coracora |
| Mes                                        | Ene.                                       | Feb.                                       | Mar.                                       | Abr.                                       | May.                                       | Jun.                                       | Jul.                                       | Ago.                                       | Sep.                                       | Oct.                                       | Nov.                                       | Dic.                                       | Anual                                      |
| ------------------------------------------ | ------------------------------------------ | ------------------------------------------ | ------------------------------------------ | ------------------------------------------ | ------------------------------------------ | ------------------------------------------ | ------------------------------------------ | ------------------------------------------ | ------------------------------------------ | ------------------------------------------ | ------------------------------------------ | ------------------------------------------ | ------------------------------------------ |
| Temp. máx. media (°C)                      | 17.3                                       | 16.9                                       | 17.1                                       | 16.1                                       | 14.5                                       | 12.6                                       | 12.6                                       | 14.6                                       | 15.5                                       | 17.5                                       | 18                                         | 17.5                                       | 15.9                                       |
| Temp. media (°C)                           | 9.1                                        | 9.2                                        | 9.1                                        | 7                                          | 4.8                                        | 2.1                                        | 2.2                                        | 4.2                                        | 6                                          | 7.5                                        | 8.4                                        | 9                                          | 6.6                                        |
| Temp. mín. media (°C)                      | 1                                          | 1.5                                        | 1.1                                        | -2                                         | -4.9                                       | -8.3                                       | -8.1                                       | -6.2                                       | -3.5                                       | -2.4                                       | -1.1                                       | 0.5                                        | -2.7                                       |
| Fuente: climate-data.org                   |                                            |                                            |                                            |                                            |                                            |                                            |                                            |                                            |                                            |                                            |                                            |                                            |                                            |

## Historia
Fundada por los conquistadores españoles hacia el siglo XVII, probablemente sobre un poblamiento andino amerindio, pronto desarrolló una población de origen europeo importante en lo que era el camino entre Lima y Cusco. Prueba de ello son antiguas construcciones coloniales tales como la hermosa iglesia local de estilo barroco y renacentista, edificada en sillares blancos.
No obstante, fue en el siglo XIX y parte del XX, que Coracora se convierte en una de las ciudades de la sierra sur peruanas más florecientes, gracias a la ganadería de exportación, que pudo reunir a un número importante de empresarios locales e inmigrantes europeos.

### La "Nueva Atenas"
Entre fines del siglo XIX y la década de 1970, hubo una actividad económica, social, cultural y política extraordinarias, un periodo que alcanzó su mayor auge hacia la década de 1940, una etapa en que la ciudad llegó a denominarse la “Nueva Atenas”. Intelectuales, poetas, filósofos, ensayistas, jurisconsultos y artistas surgieron y se consolidaron. Se conformó así un espacio cultural muy importante en toda la zona sur andina que incluso alcanzó repercusiones en la ciudad de Lima, cuando investigadores, escritores y personajes de Coracora y de localidades aledañas, adquirieron notoriedad en la capital nacional.  
En Coracora nacieron importantes intelectuales y artistas como Virgilio Roel Pineda, José Matos Mar, Patricia de Souza, Carlos Enrique Melgar López, Diego Melgar Vega, Reinaldo Martínez Parra, Sergio Ruiz de Castilla Robles, Sabino Springett, el célebre lutier Abraham Falcón García,Julio Humala entre varios otros (Véase, Monografía de Parinacochas, Centro de colaboración pedagógica provincial, Vol. II, pags. 127 y ss. Lima, 1951). 
Esta extraordinaria prosperidad comenzó a variar en la década de 1980 en relación directa con la violencia social de esos años en todo el país, cuando negocios, servicios públicos, colectividades sociales y culturales y familias se vieron en la obligación de migrar.

### En la actualidad
Con una población de 12,000 habitantes aprox. la ciudad de Coracora y sus alrededores, ha ido creciendo con la historia; historia que se remonta a los tiempos incaicos cuando todavía era una comarca de descanso de los incas en su paso del Cusco a la costa, para luego ser una villa floreciente con la llegada de los españoles que, como muchas ciudades del departamento de Ayacucho, se convirtió en una representante típica del mestizaje indígena-español, el cual se aprecia en su elevada cultura literaria, en las construcciones y arquitectura colonial, en su rica tradición folclórica y gastronómica, y por supuesto, en el gran aprecio de la guitarra, el arpa y el violín occidentales. 
Es considerada la capital del Huayno y Yaraví Ayacuchano por tener las mejores voces en estos géneros en la región Ayacucho. Así mismo, han ganado la mayor cantidad de los festivales de la Canción Ayacuchana.
Actualmente ha recuperado su carácter de centro administrativo, ganadero, comercial y turístico con importantes mejoras en vías de acceso, infraestructura, comunicaciones y servicios.